# Piotr Dembiński
Piotr Dembiński herbu Rawicz (ur. w 1737, zm. 11 grudnia 1815 w Piotrkowicach) – starosta wałecki, szambelan Stanisława Augusta Poniatowskiego. W 1786 odznaczony Orderem Świętego Stanisława.
Poseł na Sejm 1776 roku z województwa krakowskiego.